# Norrköping
Norrköping város, Norrköping község székhelye Svédország Östergötland megyéjében, a Bravik-öbölnél, a Motala partján.

## Története
A város fölött a Motala három vízesést alkot, amelyeket gépek hajtására használtak és ezért lett Norrköping a 19. században Svédország egyik legiparosabb városa. Gyárainak száma a 19. század végén körülbelül 90 volt; ezeknek évi termelését ekkoriban 16,5 millió koronára becsülték. A kiválóbb iparágak: posztószövés, pamutfonás és szövés, cukorfinomítás, vászon-, musszlinszövés, dohány-, papírgyártás, öntött és kovácsolt vascikkek készítése és hajóépítés voltak; közelében pedig a festői fekvésű Finspångban nagy ágyúöntők voltak. A Motalán a 4,4 méter mély járatú hajók a városig följöhettek. A széles utcákból álló városnak a 19. század végén egy nagy parkja, két kórháza, női börtöne és javító intézete volt. A svéd rendek 1604-ben, 1769-ben és 1800-ban itt tartották gyűléseiket. 1719-ben erődítményeit végleg lerombolták.